# STS-65
STS-65 (englisch Space Transportation System) ist eine Missionsbezeichnung für das US-amerikanische Space Shuttle Columbia (OV-102) der NASA. Der Start erfolgte am 8. Juli 1994. Es war die 63. Space-Shuttle-Mission und der 17. Flug der Raumfähre Columbia.

## Mannschaft
- Robert Cabana (3. Raumflug), Kommandant
- James Halsell (1. Raumflug), Pilot
- Richard Hieb (3. Raumflug), Missionsspezialist
- Carl Walz (2. Raumflug), Missionsspezialist
- Leroy Chiao (1. Raumflug), Missionsspezialist
- Donald Thomas (1. Raumflug), Missionsspezialist
- Chiaki Mukai (1. Raumflug), Nutzlastspezialistin (JAXA)  Japan

### Ersatz
- Jean-Jacques Favier (CNES)  für Mukai

## Missionsüberblick
Die zweite Mission des International Microgravity Laboratory stand ganz im Zeichen human- und tierphysiologischer Forschungen sowie Untersuchungen zum Umfang von Strahlenschäden im Zellbereich und zur Materialforschung an Flüssigkeiten und Kristallen. An den mehr als 80 Experimenten waren Wissenschaftler aus 15 Nationen beteiligt. Einen nicht unerheblichen Beitrag leisteten auch deutsche Forschungseinrichtungen. Die IML-2-Mission bedeutete gleichzeitig den 11. Einsatz eines bemannten Spacelab-Moduls. Erstmals wurde bei vielen Experimenten Telescience praktiziert. Wissenschaftler auf der Erde beobachteten ihre Experimente über Videokanäle, leiteten die Astronauten bei der Betreuung der Apparaturen an oder übernahmen selbst per Fernsteuerung. Verbunden mit dieser Arbeitsweise war auch ein außerordentlich reger Datenverkehr zwischen Shuttle und verschiedenen Bodenstationen. Dabei hatte Houston die Funktion des Flugkontrollzentrums, während die Forschungszentren in Huntsville und Köln-Porz die Betreuung der wissenschaftlichen Experimente koordinierten. Hier liefen die Daten aus den Nutzerzentren in Belgien, Deutschland, Frankreich, Italien und den Niederlanden zusammen.

### Medizinisch – biologische Experimente
Slow Rotating Centrifuge Microscope (NIZEMI):
Mit einer langsam rotierenden Zentrifuge wurde der Einfluss der Gravitation auf lebende Organismen untersucht. Verschiedene Rotationsgeschwindigkeiten simulierten dabei unterschiedliche Schwerkraftstufen. Dadurch sollte die Grenze bestimmt werden, bei der Gravitation die Lebens- und Entwicklungsprozesse in ein- und mehrzelligen Organismen beeinflusst. Untersuchungsobjekte waren das einzellige Wimpertierchen Loxodes striatus aber auch Mehrzeller wie die Armleuchteralge Chara, der Schleimpilz Physarum polycephalum, kleine Quallen sowie Zellen des Immunsystems (B- und T-Lymphozyten). Bei letzteren untersuchte man, ob beide Arten weißer Blutkörperchen auch in der Schwerelosigkeit untereinander Kontakt aufnehmen können. Außerdem wurde der Stoffwechsel von Kressepflanzen analysiert. Bei längeren Flügen sollen Raumfahrer Lebensmittel und Sauerstoff aus Pflanzen gewinnen. Die Experimente dienen der Ermittlung der günstigsten Bedingungen.
BioRack:
Das BioRack ist eine Anlage für biologische Experimente. Es verfügt über einen eigenen Inkubator, eine Zentrifuge sowie verschiedene Sektionen zur Aufbewahrung biologischer Proben. Ein wesentlicher Untersuchungsgegenstand war die Ermittlung von Strahlenschäden und das Vermögen verschiedener Organismen, diese zu reparieren. Die Bestrahlung war bereits vor dem Flug erfolgt. Untersucht wurden u. a. Bakterienkulturen (Bacillus subtilis), Skelettzellen, menschliche Hautzellen, Rapswurzeln und Kressesamen. Ebenfalls im BioRack wurde die Anpassung von Fruchtfliegen an die Schwerelosigkeit beobachtet. Zunächst zeigten die Insekten eine erhöhte Aktivität, die sich aber nach etwa 10 Tagen normalisierte. Ein weiterer Untersuchungsgegenstand war Backhefe. Hier wurde die Vermehrung der Hefezellen bei verschiedenen Bedingungen beobachtet. Des Weiteren untersucht wurde der Skelettaufbau durch Kalziumabsorption bei Seeigeln und das Wachstum von Linsensämlingen. Insgesamt liefen im BioRack 19 verschiedene Experimente mit mehr als 2000 Messungen ab.
Thermoelectric Incubator (TEI):
Dieses neuartige Gerät schafft optimale Lebensbedingungen für verschiedene organische Proben. So wurden chemisch veränderte Pflanzenwurzelzellen von Kresse im Incubator gehalten und so auf ihren Einsatz unter veränderlicher Gravitation vorbereitet. Außerdem wurde das Wachstum von Knochenstammzellen beobachtet. Diese Untersuchungen dienten der Feststellung der Knochenzellreproduktionsrate. Ohne Schwerkraft bauen die Knochen ständig Kalzium ab und werden dadurch porös. Ein Abbau um 20 % gilt bereits als lebensbedrohlich. Diesem Knochenschwund kann man vor allem durch regelmäßiges Training entgegenwirken.
Aquatic Animal Experiment Unit (AAEU):
In einem in mehrere Sektionen unterteilten Aquarium befanden sich Molche, Goldfische und Japanische Reisfische. Während bei den Goldfischen nur die Anpassung an einen wechselnden Tag-Nacht-Rhythmus untersucht wurde, entwickelten sich in den drei weiblichen Molchen und in den Japanischen Reisfischen Nachwuchs. Nach der Rückkehr auf die Erde wurde erforscht, ob sich die Entwicklung der Embryos in der Schwerelosigkeit anders vollzieht. Bei vorangegangenen Experimenten hatte man ungewöhnlich kreisende Bewegungen bei Wassertieren festgestellt (Animal Sickness). Bei den in der Schwerelosigkeit geborenen Tieren konnte diese Verhaltensweise aber nicht beobachtet werden. Leider verendeten zwei der weiblichen Molche während des Fluges.
BioStack (BSK):
Mit dem BioStack wurden Daten über biologische Wirkungen der hochenergetischen kosmischen Strahlung gesammelt. Dazu wurden zwei Stämme Krabbeneier und Salatsamen dieser Strahlung ausgesetzt. Die Stärke der Schädigung bildet ein Maß für die Strahlenbelastung. Diese wurde außerdem während des gesamten Fluges physikalisch gemessen (Real Time Radiation Monitoring Device).
Microbial Air Sampler (MAS):
Mit diesem speziellen Gerät wurden gegen Flugende mehrere Proben der Luft im Spacelab genommen. Sie wurden auf der Erde auf Kontamination mit verschiedenen Mikroorganismen untersucht. Während längerer Raumflüge verliert das menschliche Immunsystem an Wirksamkeit. Eine Erhöhung der Konzentration an Krankheitserregern könnte hier eher zu negativen Auswirkungen führen als auf der Erde.
Applied Research on Separation Methods (RAMSES):
Zwei Elektrophoreseapparaturen befanden sich an Bord der Columbia. Im RAMSES-Komplex wurden der rote Blutfarbstoff Hämoglobin sowie verschiedene Einweiße, darunter hochkonzentrierte Proteinextrakte, elektrophoretisch in Einzelkomponenten zerlegt. Aufgrund ihrer unterschiedlichen elektrischen Eigenschaften lassen sich verschiedene Substanzen in einem Stoffgemisch trennen und so die Zusammensetzung des Gemisches feststellen. In der Schwerelosigkeit funktioniert dies sogar besonders gut. Die Untersuchungen mit RAMSES sollen bessere Erkenntnisse über elektrophoretische Vorgänge liefern.
Free Flow Electrophoresis Unit (FFEU):
Die zweite Apparatur zur Stofftrennung durch elektrische Felder musste zunächst einsatzbereit gemacht werden. Im Kühlwasser befanden sich Luftblasen, wodurch sich das Gerät selbst abschaltete. Nach der Reparatur wurden hormonproduzierende Zellen von Ratten analysiert und DNA von ihrem Träger (Chromosomen) getrennt.
Spinal Changes in Microgravity (SCM):
Auch am menschlichen Körper vollziehen sich Veränderungen bei längerem Aufenthalt in der Schwerelosigkeit. SCM beinhaltete die Untersuchung der Bandscheiben in den Wirbelsäulen einiger Besatzungsmitglieder. Routinemäßig wurden auch Daten über andere physische Veränderungen aufgenommen (Extended Duration Orbiter Medical Program). Außerdem gehörte ein tägliches Körpertraining zum Tagesprogramm aller Astronauten.
Lower Body Negative Pressure Device (LBNPD):
Diese Apparatur besteht aus einem luftdichten Kunststoffsack, in den ein Raumfahrer bis zur Hüfte schlüpft, und verschiedenen Messgeräten für Blutdruck, Beinmuskelumfang und Herztätigkeit (Ultraschallgerät). In etwa 45 Minuten wird der Luftdruck zunächst allmählich verringert und dann wieder erhöht. Der verminderte Druck saugt das Blut verstärkt in die untere Körperhälfte. Dieser Effekt wird auf der Erde normalerweise von der Schwerkraft verursacht. Im Weltraum dagegen ist der Oberkörper stärker mit Blut gefüllt als gewöhnlich. Während des Fluges schlüpfte jedes Besatzungsmitglied mehrmals in den Unterdruckanzug.
Performance Assessment Workstation (PAWS):
Während des Fluges wurde mit PAWS regelmäßig die Reaktionsgeschwindigkeit der Astronauten getestet. Auf einem Bildschirm bewegen sich verschiedene Objekte, deren Bewegungen mit einem speziellen Eingabegerät verfolgt werden müssen. Dazu wurde ein handelsüblicher Laptop mit einem speziellen Programm verwendet.

### Materialwissenschaftliche Experimente
Electromagnetic Containerless Processing Facility (TEMPUS):
Ein Schmelzofen, der im Hochvakuum Materialproben ohne Berührung fixiert, war das Entwicklungsziel deutscher Ingenieure. Metallische Proben werden durch ein Magnetfeld gehalten und durch Rotation stabilisiert. Die Erwärmung erfolgt ebenfalls berührungslos durch Wirbelströme. Auf diese Weise können Verunreinigungen oder Unregelmäßigkeiten im Kristallskelett der erstarrten Materialien nahezu ausgeschlossen werden. Und so läuft ein Experiment mit TEMPUS ab: Zunächst wird die Probe in die Heizzone gebracht und geschmolzen, dann wird sie unter ihren Erstarrungspunkt abgekühlt, bleibt aber noch flüssig; erst durch einen äußeren Anstoß erfolgt eine schlagartige Kristallisation. Die so entstandenen quasikristallinen Strukturen haben teilweise völlig neue Eigenschaften. Insbesondere sind sie von großer Härte. Während der Mission wurden unterschiedliche Materialien verwendet. Dazu gehörten reines Kupfer, Zirkonium oder Nickel sowie Legierungen aus Nickel-Kohlenstoff, Eisen-Nickel, Nickel-Zink, Aluminium-Kupfer-Kobald, Zirkonium-Kobald, Niob-Nickel und Nickel-Silizium. Dabei wurden teilweise Temperaturen bis 2000 °C erforderlich. Zusätzliche Untersuchungen betrafen Zähigkeit der Schmelze (Viskosität), innere Strömungen und die Oberflächenspannung. Quasikristalline Materialien werden auch häufig als metallische Gläser bezeichnet.
Large Isothermal Furnace (LIF):
Das Sintern (Eindringen flüssiger Metalle in einen festen Metallblock unter hohem Druck) ist die Stärke des LIF-Schmelzofens. Diese Methode verbindet sogar Metalle, die sich normalerweise nicht vermischen. An Bord der Columbia wurden Legierungen aus Wolfram-Nickel-Eisen, Indium-Gallium-Antimon und Titan-Aluminium hergestellt. 2 Titan-Aluminium-Proben waren zusätzlich mit Keramikpartikeln durchsetzt. Auf diese Weise entstehen völlig neue Materialien, die man auf der Erde nicht herstellen kann.
Bubble, Drop and Particle Unit (BDPU):
Das Verhalten von Blasen, Tropfen und Flüssigkeitsschichten bei Erwärmung oder Abkühlung innerhalb anderer Flüssigkeiten wurde hier untersucht. So zeigte sich, dass Luftblasen bei ihren Bewegungen in einem Alkohol-Wasser-Gemisch neue, kleinere Blasen hervorrufen. Auf der Erde tritt dieser Effekt nicht auf. Bei den Schichtexperimenten wurden nicht mischbare Flüssigkeiten wie Wasser und Silikonöl verwendet. Hier wurden insbesondere die Strömungs- sowie Verdampfungs- und Kondensationsprozesse unter die Lupe genommen.
Advanced Protein Crystallisation Facility (APCF):
Die ESA-Apparatur erlaubte das Anwenden dreier verschiedener Kristallisationsmethoden. Der Verlauf der Kristallisation wurde auf mehr als 5000 Aufnahmen dokumentiert. So lassen sich Vor- und Nachteile der einzelnen Verfahren im direkten Vergleich abwägen. Im menschlichen Körper gibt es mehr als 200.000 Proteine, deren Struktur und Funktion zum größten Teil noch unbekannt sind. Automatische Apparaturen sollen die Herstellung besonders großer und reiner Kristalle automatisieren. Auf der Erde wird dann die Struktur der Proteine untersucht, aus der Schlussfolgerungen auf ihre Funktion gezogen werden können.
Critical Point Facility (CPF):
Unter ganz bestimmten Temperatur- und Druckbedingungen existieren reine Substanzen im flüssigen und gasförmigen Zustand gleichberechtigt nebeneinander. Diese Werte bezeichnen den sogenannten kritischen Punkt dieser Substanz. Auf der Erde lässt sich dieser Zustand nicht über längere Zeit aufrechterhalten, da die Gravitation das Gas schnell wieder zur Flüssigkeit zusammendrückt. Ideale Bedingungen herrschen dagegen im Weltraum. Am Beispiel von Schwefelhexafluorid wurde der Energietransport durch Diffusion (flüssigkeitstypisch) und durch Strömung (gastypisch) in mehreren Messreihen untersucht. Gewonnen wurden dadurch neue Erkenntnisse zum Phasenwechsel und zur Veränderung der magnetischen Eigenschaften beim Phasenübergang.

### Technologische Experimente
Quasi Steady Acceleration Measurement (QSAM):
Hierbei handelt es sich um ein sehr genaues Messgerät für Restbeschleunigungen an Bord der Raumfähre. Solche kurzzeitigen Restbeschleunigungen werden durch die Bewegungen der Raumfahrer und einiger Apparaturen (z. B. Ausrichtung von Antennen) verursacht und bewirken eine Störung der Schwerelosigkeit. Dadurch können empfindliche Experimente erheblich beeinflusst werden. Deshalb befindet sich eine weitere Messapparatur ständig an Bord der Raumfähre (Space Acceleration Measurement System SAMS).
Vibration Isolation Box Experimental System (VIBES):
Um empfindliche Experimente von den Restbeschleunigungen abzuschirmen, wurde VIBES geschaffen. Dieser stabilisierte Container sollte später in der Internationalen Raumstation eingesetzt werden. Bei dieser Mission wurde er getestet. Im Container befand sich Salzwasser und ein Tropfen Farbstoff. Über eine Videokamera wurde die Ausbreitung des Farbstoffes im Wasser aufgezeichnet. Ohne Störungen verläuft diese sehr langsam und absolut regelmäßig. Abweichungen von der Kreisform dagegen zeigen an, dass die Entkopplung des Systems von der Raumfähre noch nicht perfekt ist. Zusammen mit den Daten über die Restbeschleunigungen ergibt sich ein klares Bild, welche Aktionen in Zukunft vermieden werden müssen, um eine möglichst gute Mikrogravitation zu erhalten. Probeweise wurde die Apparatur sogar vom Astronauten Chiao angestoßen. Ihre Automatik soll diese Bewegungen ausgleichen.
Military Applikation of Ship Tracks (MAST):
MAST dient der Verfolgung der Fahrtroute von Schiffen und wurde vom US-Militär entwickelt.

### Routineuntersuchungen
Space Acceleration Measurement System (SAMS), Orbital Acceleration Research Experiment (OARE):
Beide Experimente dienen der Erfassung der Restbeschleunigungen während des Fluges im Orbit. Während SAMS die kurzzeitigen Kräfte durch die Bewegungen der Raumfahrer erfasst, misst OARE die minimale Bremswirkung der Hochatmosphäre. So können die Ursachen für Unregelmäßigkeiten bei der Kristallbildung identifiziert werden.
Commertial Protein Crystal Growth (CPCG):
Seit Jahren werden bei jedem Shuttle-Flug in einer automatisch arbeitenden Apparatur Proteinkristalle höchster Reinheit und Regelmäßigkeit gezüchtet. Die Analyse der Struktur dieser Kristalle geschieht im Auftrage der pharmazeutischen Industrie der USA und wird für die Entwicklung neuer Medikamente gebraucht.
Air Force Maui Optical Site (AMOS):
An der Columbia ist ein Reflektor angebracht, der die Erfassung und Verfolgung der Flugbahn der Columbia von der Hawaiianischen Insel Maui aus erlaubt. Dieser Test dient der Kalibrierung optischer Sensoren der US-amerikanischen Luftwaffe.
Portable In-flight Landing Trainer (PILOT):
PILOT ist ein Flugsimulator für das Spaceshuttle. Während der Mission trainieren Kommandant und Pilot damit den Landeanflug. Dies wird vor allem während längerer Missionen praktiziert und dient der Sicherheit.
Während des Fluges nahm die Besatzung der Columbia mehrmals Funkkontakt zu US-amerikanischen Schülern auf. Ebenso gehörten Pressekonferenzen und Interviews zum Arbeitsprogramm. Insbesondere zum 25. Jahrestag der ersten bemannten Mondlandung war das öffentliche Interesse groß. Auch die Kosmonauten an Bord der russischen Raumstation Mir schickten über Amateurfunk (Shuttle Amateur Radio Experiment) Grüße. Aufgrund schlechten Wetters am vorgesehenen Landeort wurde der Flug um einen Tag verlängert. Damit wurde der Flug zum längsten Shuttle-Unternehmen bis dahin.